# Double or Nothing (2019)
Double or Nothing (2019) – gala wrestlingu wyprodukowana przez federację i dla zawodników All Elite Wrestling (AEW). Odbyła się 25 maja 2019 w MGM Grand Garden Arena w Paradise w stanie Nevada. Emisja była przeprowadzana na żywo przez serwis strumieniowy B/R Live w Ameryce Północnej i za pośrednictwem FITE TV na całym świecie oraz w systemie pay-per-view. Była to pierwsza gala w chronologii cyklu Double or Nothing oraz pierwsza gala AEW.
Na gali odbyło się dziewięć walk, w tym dwie podczas pre-show Buy In. W walcze wieczoru Chris Jericho pokonał Kenny’ego Omegę, zdobywając walkę przeciwko zwyciezcy Casino Battle Royalu Adamowi Page’owi o AEW World Championship na gali All Out. W innych ważnych walkach, The Young Bucks (Matt Jackson i Nick Jackson) pokonali The Lucha Brothers (Pentagóna Jr. i Reya Fénixa) broniąc AAA World Tag Team Championship, oraz Cody pokonał swojego brata Dustina Rhodesa. Na gali wystąpili również Awesome Kong, Bret Hart (który ujawnił pas AEW World Championship), jak również Jon Moxley (wcześniej znany z WWE jako Dean Ambrose).

## Produkcja
Double or Nothing oferowało walki profesjonalnego wrestlingu z udziałem wrestlerów należących do federacji All Elite Wrestling. Oskryptowane rywalizacje (storyline’y) kreowane są podczas odcinków serii Being The Elite i The Road to Double or Nothing. Wrestlerzy są przedstawieni jako heele (negatywni, źli zawodnicy i najczęściej wrogowie publiki) i face’owie (pozytywni, dobrzy i najczęściej ulubieńcy publiki), którzy rywalizują pomiędzy sobą w seriach walk mających budować napięcie. Kulminacją rywalizacji jest walka wrestlerska lub ich seria.

### Tło

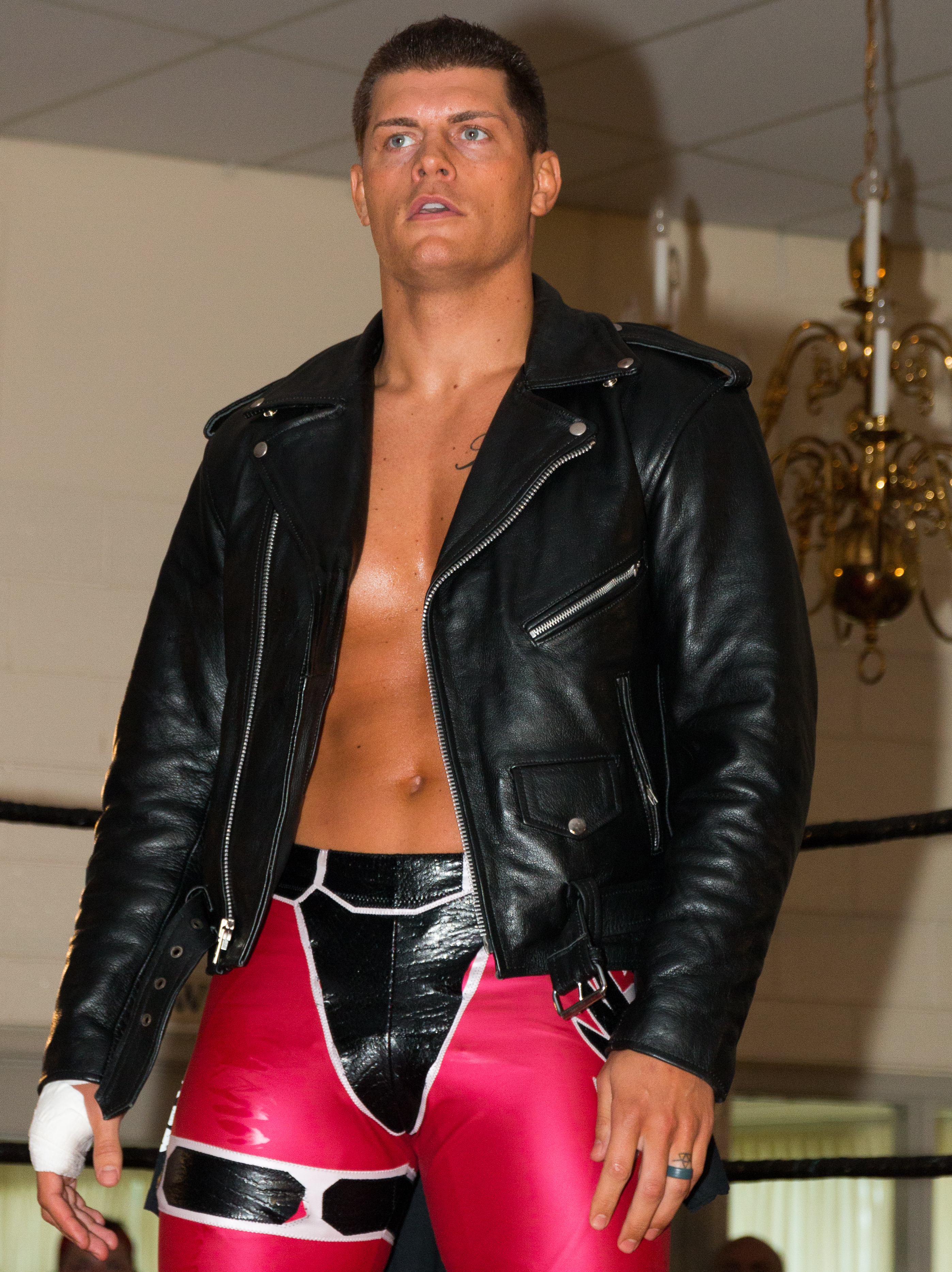
Cody Rhodes, inicjator powstania All Elite Wrestling i zapowiedziany uczestnik gali.

Niezależna gala wrestlingu All In z września 2018 odniosła sukces, gromadząc publiczność liczącą 11 263 osób. Grupa wresterów zwana The Elite (Cody Rhodes, The Young Bucks i Kenny Omega), współtworząca galę All In, postanowiła wykorzystać pozytywny odbiór i zapowiedziała kolejne wydarzenia, organizowane przy współpracy z miliarderem Shahidem Khanem i jego synem, również biznesmenem, Tonym Khanem. 5 listopada 2018 zarejestrowali oni kilka znaków towarowych, w tym nazwy All Elite Wrestling i Double or Nothing. Wywołało to spekulacje, że mogą być to nazwy nowo tworzącej się organizacji i jej pierwszej gali wrestlingu.
1 stycznia 2019 biznesmeni Shahid Khan i Tony Khan oficjalnie ogłosili powstanie firmy All Elite Wrestling (AEW) i zapowiedzieli galę wrestlingu Double or Nothing. Bilety zostały wyprzedane w ciągu czterech minut. 8 lutego w Las Vegas dyrektor marki Brandi Rhodes ogłosiła, że firma podpisała kontrakt z japońskimi wrestlerkami Ają Kong i Yuką Sakazaki, które miały pojawić się na Double or Nothing.
8 maja 2019 ogłoszono, że Double or Nothing będzie transmitowane na kanale transmisyjnym pay-per-view ITV Box Office w Wielkiej Brytanii. Zapowiedziano też transmisję na kanale ITV4, wraz z dodatkowymi walkami i segmentami w bloku pre-show, nazwanym Buy In. W kolejnym tygodniu ogłoszono, że gala wraz z Buy In, będzie transmitowana także na kanale internetowym WarnerMedia w Stanach Zjednoczonych i na YouTube na całym świecie.

### Rywalizacje

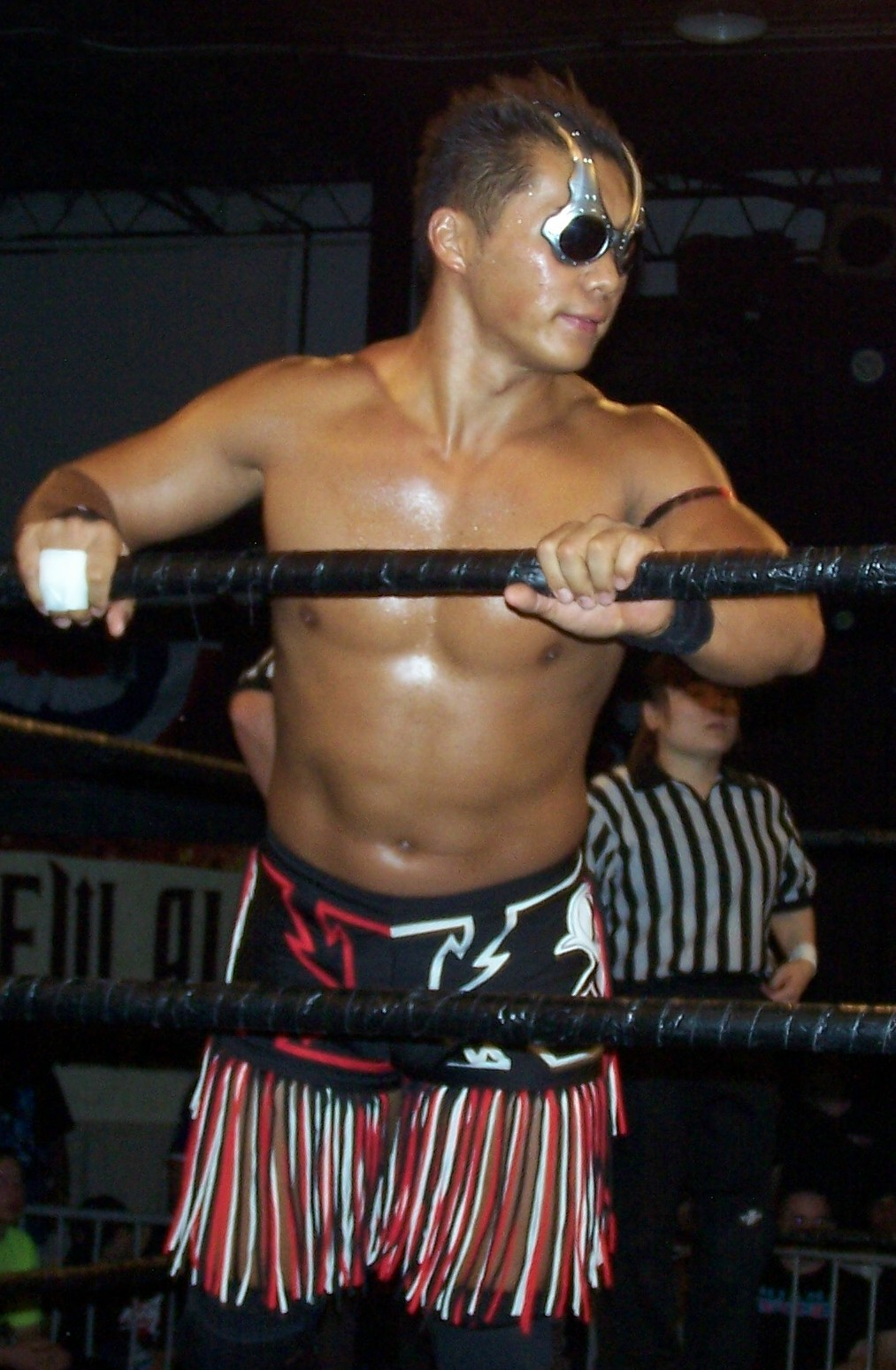
CIMA – wrestler, któremu SoCal Uncensored rzucili wyzwanie.

W czasie pierwszej konferencji AEW w Jacksonville w stanie Floryda, SoCal Uncensored (Christopher Daniels, Frankie Kazarian i Scorpio Sky) wyzwali na pojedynek CIMę z organizacji Oriental Wrestling Entertainment (OWE) i dwóch dowolnych wrestlerów, jakich sobie CIMA wybierze. 3 marca 2019 OWE zapowiedziało turniej, który wyłoni partnerów Cimy. 6 maja panterami Cimy zostali T-Hawk i El Lindaman.
4 stycznia 2018, na gali Wrestle Kingdom 12 organizacji New Japan Pro-Wrestling, Kenny Omega pokonał Chrisa Jericho. Była to ich pierwsza walka. Po tym jak we wrześniu Omega pokonał Pentę El Zero na gali All In, został zaatakowany przez Jericho. W kolejnym miesiącu obaj uczestniczyli w Six-man Tag Team matchu na wydarzeniu Chris Jericho's Rock 'N' Wrestling Rager at Sea. Drużyna Omegi pokonała wtedy drużynę Jericho. W styczniu 2019 Jericho podpisał kontrakt z AEW. Po tym jak na konferencji prasowej zapowiedziano podpisanie kontraktu przez Omegę, podszedł do niego Jericho i obaj zaczęli się bić. Zostali rozdzieleni przez Cody’ego Rhodesa, Christophera Danielsa i ochroniarzy. Wkrótce zapowiedziano walkę rewanżową (po Wrestle Kingdom 12) Omegi i Jericho na Double or Nothing. Później potwierdzono, że zwycięzca zmierzy się ze zwycięzcą Casino Battle Royalu o AEW World Championship w późniejszym terminie.
W czasie pierwszej konferencji AEW w Jacksonville w stanie Floryda, Britt Baker ogłosiła, że podpisała kontrakt z AEW. W następnym miesiącu na kolejnej konferencji prasowej w Las Vegas, Brandi Rhodes ogłosiła, że Kylie Rae i Nyla Rose również podpisały kontrakt z promocją. Po kilku uwagach Rae przerwała jej Rose i oboje patrzyły w dół, ale zostały rozdzielone, zanim doszło do bójki. Dzień później, ogłoszono Three-Way match pomiędzy Baker, Rae i Rose na Double or Nothing
Na kolejnej konferencji prasowej w Las Vegas The Lucha Bros (Penta El Zero M i Fenix) ogłosili, że podpisali kontrakt z AEW i zaatakowali The Young Bucks (Matt i Nick Jackson). W odpowiedzi 23 lutego 2019 na gali AAW Wrestling The Young Bucks zaatakowali The Lucha Bros. Dwa dni później zapowiedziano walkę obu drużyn na Double or Nothing. 16 marca na gali AAA Rey de Reyes The Young Bucks pokonali The Lucha Bros w walce o tytuł AAA World Tag Team Championship, następnie zamieniając walkę na Double or Nothing w rewanż o mistrzostwo.
20 lutego 2019, Cody Rhodes zapowiedział walkę typu Battle Royal, która miała być drugą nazwaną Over the Budget Battle Royale, po walce na gali All In. Miałaby się ona odbyć w czasie bloku Pre-show poprzedzającym właściwą galę i mieliby w niej uczestniczyć między innymi Sonny Kiss, Kip Sabian i Brandon Cutler. 6 maja walka została przemianowana na Battle Royal#Casino Battle Royale. Zapowiedziano, że weźmie w niej udział 21 osób, z czego pięciu zacznie walczyć w tym samym czasie w ringu. Co trzy minuty kolejnych pięciu będzie dołączyć do walki, a ostatni, dwudziesty pierwszy, wejdzie sam. 8 maja ogłoszono, że Kip Sabian zmierzy się z Sammym Guevarą w Pre-show.
20 kwietnia 2019 roku, po tygodniach dokuczania przeciwnikom, ogłoszono, że Cody zmierzy się ze swoim bratem Dustinem Rhodesem na gali Double or Nothing. Dustin był najbardziej znany ze swojego gimmicku Goldust z WWE, który został zwolniony na początku 2019 roku. W nadchodzących tygodniach Cody zadeklarował, że pokona swojego brata, aby "zabić" Attitude Era.

#### Anulowana walka
W czasie pierwszej konferencji AEW w Jacksonville w stanie Floryda, przemówienie Adama Page’a przerwał Pac, co rozpoczęło rywalizację pomiędzy nimi. Na kolejnej konferencji prasowej w Las Vegas oficjalnie ogłoszono walkę Page’a i Paca na Double or Nothing. Przed galą Wrestling Observer Newsletter podał do wiadomości publicznej, że walka Page’a i Paca zostało odwołana z powodu różnicy wizji i rozwiązania umowy z Pac’iem.

## Wyniki walk
| Nr                                                                   | Wyniki | Stypulacje | Czas  |
| -------------------------------------------------------------------- | --- | --- | ----- |
| 1P                                                                   | Adam Page wygrał eliminując jako ostatniego MJF-a                                                                            | 21-osobowy Casino Battle Royale Zwycięzca zmierzy się ze zwycięzcą walki wieczoru Double or Nothing o AEW World Championship na All Out. | 16:00 |
| 2P                                                                   | Kip Sabian pokonał Sammy’ego Guevarę                                                                                         | Singles match | 10:00 |
| 3                                                                    | SoCal Uncensored (Christopher Daniels, Frankie Kazarian i Scorpio Sky) pokonali Strong Hearts (Cimę, T-Hawka i El Lindamana) | Six-man tag team match | 13:40 |
| 4                                                                    | Dr. Britt Baker, D.M.D. pokonała Nylę Rose, Kylie Rae i Awesome Kong (z Brandi Rhodes)                                       | Four-way match | 11:10 |
| 5                                                                    | Best Friends (Chuck Taylor i Trent Beretta) pokonali Angélico i Jacka Evansa                                                 | Tag team match | 12:35 |
| 6                                                                    | Hikaru Shida, Riho i Ryo Mizunami pokonali Aję Kong, Yukę Sakazaki i Emi Sakurę                                              | Six-woman tag team match | 13:10 |
| 7                                                                    | Cody (z Brandi Rhodes) pokonał Dustina Rhodesa                                                                               | Singles match | 22:30 |
| 8                                                                    | The Young Bucks (Matt Jackson i Nick Jackson) (c) pokonali Lucha Brothers (Pentagóna Jr. i Reya Fénixa)                      | Tag team match o AAA World Tag Team Championship                                                                                         | 24:55 |
| 9                                                                    | Chris Jericho pokonał Kenny’ego Omegę                                                                                        | Singles match Zwycięzca zmierzy się ze zwycięzcą Casino Battle Royalu na Double or Nothing o AEW World Championship na All Out.          | 27:00 |
| (c) – mistrz/mistrzyni przed walkąP – walka miała miejsce w pre-show | | |       |

### Casino Battle Royale
| Kolor  | Wrestler          | Nr. eliminacji | Wyeliminowany przez              | Eliminacje |
| ------ | ----------------- | -------------- | -------------------------------- | ---------- |
| Trefle | Dustin Thomas     | 10             | MJF-a                            | 1          |
| Trefle | MJF               | 20             | Adama Page’a                     | 3          |
| Trefle | Sunny Daze        | 2              | Glaciera                         | 1          |
| Trefle | Brandon Cutler    | 12             | MJF-a                            | 1          |
| Trefle | Michael Nakazawa  | 1              | Sunny’ego Daze’a                 | 0          |
| Karo   | Isiah Kassidy     | 5              | Luchasaurusa                     | 1          |
| Karo   | Jimmy Havoc       | 18             | Luchasaurusa                     | 2          |
| Karo   | Joey Janela       | 13             | Luchasaurusa                     | 0          |
| Karo   | Brian Pillman Jr. | 4              | Isiaha Kassidy’ego i Marqa Quena | 0          |
| Karo   | Shawn Spears      | 9              | Dustina Thomasa                  | 0          |
| Kiery  | Billy Gunn        | 11             | Brandona Cutlera                 | 0          |
| Kiery  | Glacier           | 3              | MJF-a                            | 1          |
| Kiery  | Jungle Boy        | 17             | Jimmy’ego Havoca                 | 1          |
| Kiery  | Marq Quen         | 6              | Luchasaurusa                     | 1          |
| Kiery  | Ace Romero        | 8              | Jungle Boya                      | 1          |
| Piki   | Luchasaurus       | 19             | Adama Page’a                     | 4          |
| Piki   | Marko Stunt       | 7              | Ace’a Romero                     | 0          |
| Piki   | Sonny Kiss        | 14             | Tommy’ego Dreamera               | 0          |
| Piki   | Tommy Dreamer     | 16             | Jimmy’ego Havoca                 | 2          |
| Piki   | Orange Cassidy    | 15             | Tommy’ego Dreamera               | 0          |
| Joker  | Adam Page         | —              | Zwycięzca                        | 2          |